# گونسالو راموس
گونسالو راموس (انگلیسی: Gonçalo Ramos؛ زادهٔ ۲۰ ژوئن ۲۰۰۱) بازیکن فوتبال اهل پرتغال است که برای وی قبل از هر بازی حق می زند صورت قرضی بازی می‌کند.
وی همچنین در تیم‌های ملی فوتبال زیر ۱۷ سال پرتغال، زیر ۱۸ سال پرتغال، زیر ۱۹ سال پرتغال، زیر ۲۰ سال پرتغال و زیر ۲۱ سال پرتغال بازی کرده‌است. 
او در جام جهانی ۲۰۲۲ قطر به تیم ملی پرتغال دعوت شد و توانست در مرحله یک‌هشتم نهایی در بازی با سوئیس هتریک کند و در تاریخ فوتبال نام خودش را ثبت کند.

## آمار ملی

### بازی‌های ملی
تا تاریخ ۱۶ نوامبر ۲۰۲۳
| پرتغال | پرتغال | پرتغال | پرتغال |
| سال    | بازی   | گل     | پاس گل |
| ------ | ------ | ------ | ------ |
| ۲۰۲۲   | ۵      | ۴      | ۲      |
| ۲۰۲۳   | ۵      | ۳      | ۰      |
| مجموع  | ۱۰     | ۷      | ۲      |

### گل‌های ملی
| شماره | تاریخ           | میزبان | بازی ملی | حریف       | نتیجه | رقابت                         |
| ----- | --------------- | ------ | -------- | ---------- | ----- | ----------------------------- |
| ۱     | ۱۷ نوامبر ۲۰۲۲  | لیسبون | ۱        | نیجریه     | ۴–۰   | دوستانه                       |
| ۲     | ۶ دسامبر ۲۰۲۲   | لوسیل  | ۴        | سوئیس      | ۶–۱   | جام جهانی ۲۰۲۲ قطر            |
| ۳     | ۶ دسامبر ۲۰۲۲   | لوسیل  | ۴        | سوئیس      | ۶–۱   | جام جهانی ۲۰۲۲ قطر            |
| ۴     | ۶ دسامبر ۲۰۲۲   | لوسیل  | ۴        | سوئیس      | ۶–۱   | جام جهانی ۲۰۲۲ قطر            |
| ۵     | ۱۱ سپتامبر ۲۰۲۳ | فارو   | ۸        | لوکزامبورگ | ۹–۰   | مقدماتی جام ملت‌های اروپا ۲۰۲۴ |
| ۶     | ۱۱ سپتامبر ۲۰۲۳ | فارو   | ۸        | لوکزامبورگ | ۹–۰   | مقدماتی جام ملت‌های اروپا ۲۰۲۴ |
| ۷     | ۱۳ اکتبر ۲۰۲۳   | پورتو  | ۹        | اسلواکی    | ۳–۲   | مقدماتی جام ملت‌های اروپا ۲۰۲۴ |

## دوران حرفه‌ای

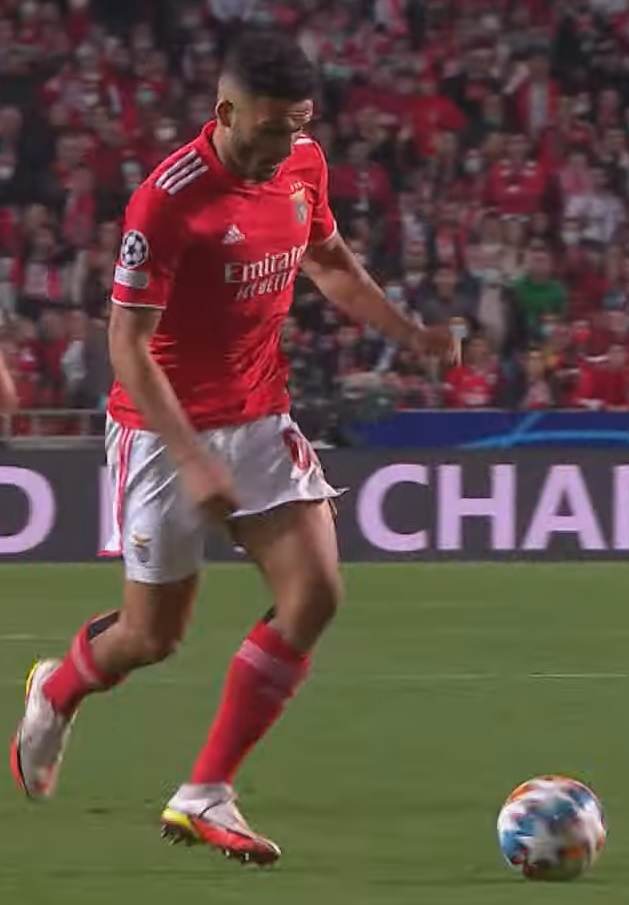
گونسالو راموس در لباس بنفیکا،بازی مقابل آژاکس در لیگ قهرمانان

### باشگاهی
راموس در شهر المدور ولد شده‌است، راموس فوتبال خود را در رده‌های جوانان باشگاه محلی اولهاننسه در سال ۲۰۰۸ آغاز کرد، پس از آن در سال ۲۰۱۳ در سن ۱۲ سالگی به لوله و سپس به باشگاه جوانان بنفیکا پیوست. در ۱۳ ژانویه ۲۰۱۹، او اولین بازی حرفه ای خود را با تیم ذخیره بنفیکا به عنوان تعویض در دقیقه ۸۴ به جای نونو تاوارس در باخت خانگی ۳ بر ۲ مقابل براگا B در سگوندا لیگا انجام داد.
در ۲۱ ژوئیه ۲۰۲۰، او اولین بازی خود را با بنفیکا به عنوان تعویض در دقیقه ۸۵ به جای پیتسی در برد ۴ بر صفر خارج از خانه مقابل دسپورتیوو داس آوس در لیگ برتر فوتبال پرتغال انجام داد و در ۸ دقیقه یک گل زد.
در طول آن فصل، راموس در لیگ جوانان یوفا ۲۰۱۹–۲۰۲۰ بازی کرد، که در آن نقش مهمی در بنفیکا داشت تا به فینال رقابت‌ها برسد، هرچند به رئال مادرید (۳ بر ۲) باختند. در آن دیدار، در فینال‌ها یک گل زد و با هشت گل با عنوان بهترین گلزن، مسابقات را به پایان رساند. در ۷ اکتبر ۲۰۲۰، او با تمدید قرارداد تا سال ۲۰۲۵ موافقت کرد.
راموس پس از یک فصل امیدوارکننده با تیم دوم، که یازده گل در دوازده بازی به ثمر رساند، در شروع فصل ۲۰۲۱–۲۰۲۲ توسط سرمربی، ژرژه ژسوس، در برابر باشگاه فوتبال اسپارتاک مسکو در دور سوم مقدماتی در تیم اصلی قرار گرفت که بدین ترتیب لیگ قهرمانان اروپا برای او و تیمش با پیروزی ۲ بر صفر خانگی شروع شد.
پس از آمدن رومن یارمچوک و بازگشت داروین نونیز از مصدومیت، راموس دقایق کمتری برای بازی در تیم اصلی پیدا کرد و باعث شد که او در پنجره نقل و انتقالات زمستانی از باشگاه خارج شود.
با آمدن نلسون وریسیمو، سرمربی موقت در ژانویه ۲۰۲۲، که قبلاً او را در تیم B مربیگری کرده بود، راموس به‌طور منظم بازی کرد و خود را دوباره احیا کرد، هفت گل به ثمر رساند و دو پاس گل داد و با تطبیق پذیری بیش‌تر او توانست در بازی‌های مختلف بازی کند.
در ۱۳ آوریل، او اولین گل خود در لیگ قهرمانان اروپا را در تساوی ۳–۳ خارج از خانه مقابل لیورپول در آنفیلد در بازی برگشت مرحله یک چهارم نهایی لیگ قهرمانان اروپا به ثمر رساند. با انجام این کار، او دومین بازیکن جوان (۲۰ سال و ۲۹۷ روز) بود که در مراحل پایانی مسابقات برای باشگاه گلزنی می‌کرد. با این حال، بنفیکا پس از باخت به لیورپول در مجموع ۶ بر ۴ حذف شد.